# Gipo Poggi
Ernesto Matteo Poggi, meglio conosciuto come Gipo Poggi (Genova, 23 febbraio 1913 – Genova, 3 gennaio 1992), è stato un calciatore e allenatore di calcio italiano, di ruolo centrocampista.
Era noto come Poggi II per distinguerlo dal fratello Luigi anch'egli calciatore con Genova 1893 e Sampierdarenese, noto come Poggi I.

## Carriera

### Giocatore
Esordì con la maglia della Sampierdarenese il 4 di ottobre del 1931 contro Derthona, disputando campionati di seconda e terza serie.
Nella stagione 1934-1935 nelle file della Sampierdarenese, dopo lo spareggio di Bologna col Bari, centra la promozione in Serie A. Resta coi rossoneri liguri per altre due stagioni da titolare in massima serie, quindi nell'estate 1936 si trasferisce al Milan. La parentesi milanese si chiude con 6 presenze in due stagioni, e nel 1938 viene ceduto alla Fiorentina in Serie B.

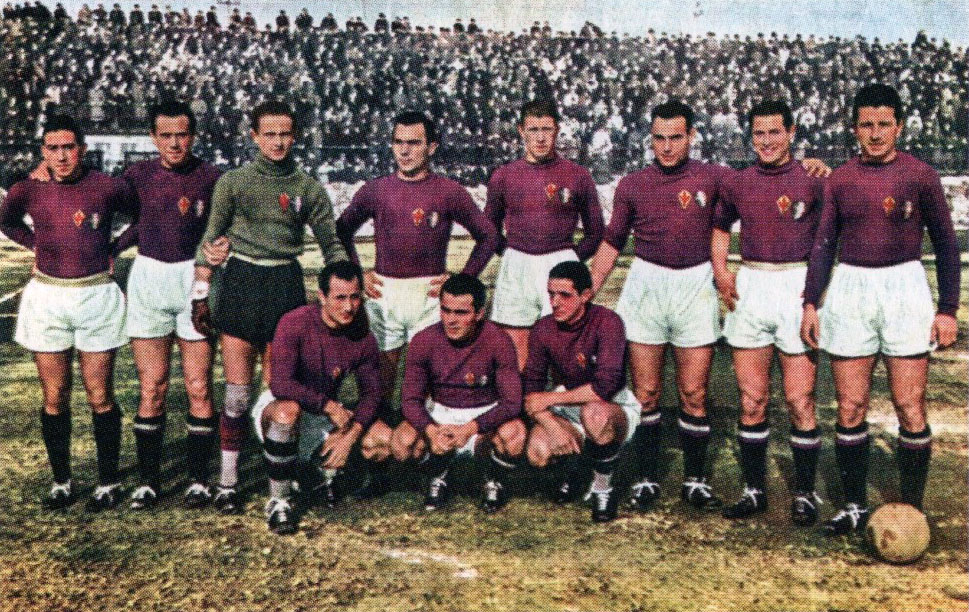
Poggi II (in piedi, primo da destra) nella Fiorentina del 1940-1941

Coi viola centra nella prima stagione la promozione in Serie A e disputa da titolare quattro campionati in massima serie, conquistando la Coppa Italia nella stagione 1939-1940 e ottenendo un quarto posto nella stagione 1940-1941.
Poggi era nella rosa del Genova 1893 che partecipò alla Coppa Città di Genova che nei primi mesi del 1945 sostituì il normale campionato a causa degli eventi bellici che sconvolgevano l'Europa in quel periodo. La competizione fu vinta dai rossoblu che sorpassarono all'ultima giornata i rivali del Liguria; a Poggi ed a ciascun vincitore della competizione furono date in premio 20.000 lire dal futuro presidente rossoblu Antonio Lorenzo.
Dopo la fine della seconda guerra mondiale fa ritorno a Genova, per disputare l'anomalo campionato 1945-1946 nelle file della ricostituita Andrea Doria, per chiudere poi la carriera agonistica con 5 presenze nella stagione 1946-1947 con la neonata Sampdoria.
In carriera ha totalizzato complessivamente 175 presenze e 9 reti in Serie A.

### Allenatore
Intrapresa l'attività di allenatore, ha svolto prevalentemente il ruolo di secondo e di allenatore delle giovanili con la Sampdoria, assumendo tuttavia in alcune circostanze anche l'incarico di primo allenatore.
A fine anni cinquanta ha guidato alcune formazioni di Serie B e Serie C, e per un breve periodo anche il Genoa, per poi tornare al ruolo di vice, quasi sempre in coppia con Fulvio Bernardini.

## Palmarès

### Giocatore

#### Competizioni nazionali
- Coppa Italia: 1

Fiorentina: 1939-1940
- Campionato italiano di Serie B: 3

Sampierdarenese: 1933-1934
Fiorentina: 1938-1939

#### Competizioni regionali
- Coppa Città di Genova: 1

Genova 1893: 1945